# Hammersbecker Straße
Die Hammersbecker Straße ist eine Durchgangs- und Erschließungsstraße in Bremen, Stadtteil Vegesack, Ortsteile Aumund-Hammersbeck, Vegesack und Fähr-Lobbendorf. Sie führt im nördlichen Vegesack in Ost-West-Richtung von der Borchshöher Straße bis zur Wohldstraße und dem Klinikum Bremen-Nord sowie nach Blumenthal.
Die Quer- und Anschlussstraßen wurden benannt u. a. als Borchshöher Straße nach dem Adelsgeschlecht von der Borch (1181–1502), Gärdesstraße nach einer ansässigen Familie, Middenmang für ndt. mittendrin, Aumunder Feldstraße nach den Feldern, zu denen sie führt, Dobbheide nach dem ndt. Dobbe für niederes Land, auf der die Dobbheide wuchs, Walter-Flex-Straße nach dem Schriftsteller (1887–1917), Georg-Gleistein-Straße nach dem Segelschiffskapitän und Tauwerkfabrikanten (1771–1831), Meinert-Löffler-Straße nach dem Gemeindevorsteher in Hammersbeck (1872–1950), Pezelstraße nach dem reformierten Theologen (1539–1604), Fährer Straße nach dem Ortsteil, Fährer Kämpe nach der Flurbezeichnung (ndt. Kamp = Feld), Kirchhooper Straße nach der Ortslage in/bei Eggestedt, Cord-Cöper-Straße nach dem Schiffbauer (um 1632), Schollenweg 1967 nach einer Flur, Vulkanstraße nach der ehem. Werft Bremer Vulkan, Johann-Janssen-Straße nach dem Schiffbauer (um 1777/† 1802), Hahnhorster Straße 1954 nach der ehem. Ortslage Groß- und Kleinhahnhorst in/bei Heilshorn, Rosenstraße nach der Blume, Löhstraße nach der ndt. Bezeichnung Lö oder Löh für Gehölz, zwei unbenannte Straßen und Wohldstraße = Waldstraße; ansonsten siehe beim Link zu den Straßen.

## Geschichte

### Name
Die Hammersbecker Straße wurde benannt nach dem Ort Hammersbeck, heute Ortsteil Aumund-Hammersbeck. In Hammersbeck lebten an der Beeke die Landbesitzer Hammer.

### Entwicklung
Aumund-Hammersbeck gehörten zur Herrschaft Blumenthal. 1821 gehörte Hammersbeck mit 133 Einwohnern zum Kirchspiel Blumenthal und zunächst zum Amt Blumenthal und seit 1885 mit 453 Einwohnern zum Kreis Blumenthal. In den 1920er Jahren wurde Hammersbeck nach Aumund eingemeindet. 1939 kamen die Orte nach Bremen und bildeten 1946 den Ortsteil Aumund-Hammersbeck (2014 mit 7.422 Einw.) im Stadtteil Vegesack.
Eine Naturzone mit dem Naturschutzgebiet Hammersbecker Wiesen, der Beckedorfer Beeke, dem Aumunder Angelteich und mit dem Umland bei Beckedorf und Löhnhorst kennzeichnet den Ortsteil.
Fähr (früher Vehr bzw. Fehr) mit einer Weserfähre wurde seit dem 16. Jahrhundert besiedelt und hatte 1855 613 Einwohner. Lobbendorf wurde 1139 als Lobbenthorpe erwähnt.

### Verkehr
Südlich der Straße verläuft parallel die Bundesautobahn 270 von 2001 durch die Umwidmung eines Teilabschnitts der Bundesstraße 74. Sie führt nach Blumenthal bzw. nach Burglesum zur Autobahn A 27 (Cuxhaven–Hannover) und hat die Anschlussstelle an der Wohldstraße in Blumenthal, eine Auffahrt Richtung Bremen an der Löhstraße und die Anschlussstelle Vegesack-Mitte via Aumunder Feldstraße.
Der Bahnanschluss an die benachbarte Bahnstrecke Bremen-Farge–Bremen-Vegesack von 1888 besteht wieder seit 2008 durch den Bahnhof Bremen-Aumund. Seit Ende 2011 verkehrt die Linie RS 1 der Regio-S-Bahn Bremen/Niedersachsen durchgehend von Bremen-Farge über Bremen-Aumund nach Bremen-Vegesack sowie via Bremen Hauptbahnhof nach Verden.
Im Nahverkehr in Bremen durchfahren die Buslinien 90 (Gröpelingen ↔ Neuenkirchen) und 95 (Gröpelingen ↔ Bockhorn) die Straße.

## Gebäude und Anlagen
An der Straße stehen überwiegend ein- bis dreigeschossige Wohnhäuser und wenige Geschäftshäuser.
Erwähnenswerte Gebäude und Anlagen
- Auf dem Flintacker Nr. 51: 1- bis 2-gesch. Grundschule Borchshöhe in Aumund-Hammersbeck mit rund 180 Schülern; hier war der Heimatforscher Bernhard Ahlers ab 1904 Lehrer und von 1927 bis 1936 Rektor.
- Nr. 35 bis 44: 3-gesch. Wohnhäuser von nach 1970
- Nr. 43 und 47: Zwei 1-gesch. Wohnhäuser mit seitlichen 2-gesch. Giebelrisalit mit Mansarddach und Erker
- Nr. 45: 1-gesch. Wohnhaus mit Mansarddach
- Nr. 50 bis 56: 3-gesch. neuere Mietwohnhäuser
- Nr. 57–59: 1-gesch. Einkaufsmarkt
- Querung der eingleisigen Bahnstrecke der Linie RS1 mit Bahnhof Bremen-Aumund an der Meinert-Löffler-Straße
- Nr. 87: 1-gesch. Einkaufsmarkt
- Fährer Str. 2–4: 1- und 2-gesch. Grundschule Hammersbeck mit rund 180 Schülern sowie mit Turnhalle an der Hammersbecker Straße
- Nr. 123: 1-gesch. Neubau mit der Eyüp Sultan Bahce Moschee
- Nr. 142: 3-gesch. Wohn- und Geschäftshaus mit Satteldach
- Nr. 148 bis 160: 2-gesch. verputzte Wohnhäuser mit Satteldächern von um 1970
- Nr. 164a: 2-gesch. verputztes Wohn- und Geschäftshaus der 1970er Jahre mit Restaurant
- Nr. 172 bis 182: 2- bis 4-gesch. Gebäudeanlage mit dem Selbsthilfe Sozialzentrum Bremen-Nord, Blumenhorster Str. 20
- Nr. 173: 3-gesch. neueres Büro- und Geschäftshaus mit Sitz der Gewosie Wohnungsbaugenossenschaft Bremen-Nord von 1894 mit über 7100 Mitgliedern und rund 4000 Wohnungen (2012).
- Nr. 193: 1-gesch. Einkaufsmarkt
- Nr. 228: 2- bis 6-gesch. städtisches Klinikum Bremen-Nord mit 462 (2014) Betten und 629 (2014) Mitarbeitern. Ein umfassender Ausbau und die Modernisierung des Krankenhauses erfolgte in den 1960er Jahren mit weiteren Neubauten von 1972, 1975, 1978, 1984, 1988, 1995/96, 2002/03 und 2008.
  - Haltepunkt der RS1 Bremen Klinikum Bremen-Nord/Beckedorf

Kunstobjekte
- Dobbheide Nr. 82: Skulptur Zwei Jungen im Gespräch von 1968 von August Tölken